# Верхний Фроловский
Верхний Фроловский (баш. Үрге Фроловка) — деревня в Инзерском сельсовете Архангельского района Республики Башкортостан России.

## Население
| 2002 | 2009 | 2010 |
| ---- | ---- | ---- |
| 59   | ↘51  | ↘28  |

Согласно переписи 2002 года, преобладающие национальности — русские (39 %), башкиры (58 %).

## Географическое положение
Расстояние до:
- районного центра (Архангельское): 44 км,
- центра сельсовета (Михайловка): 4 км,
- ближайшей железнодорожной станции (Приуралье): 50 км.